# Guillaume Bourgeois
 (janvier 2023).
Si vous disposez d'ouvrages ou d'articles de référence ou si vous connaissez des sites web de qualité traitant du thème abordé ici, merci de compléter l'article en donnant les références utiles à sa vérifiabilité et en les liant à la section « Notes et références ».
Guillaume Bourgeois est un historien contemporanéiste français. 
Enseignant à l'Université de Poitiers et directeur de l'Atlas historique de la Nouvelle-Aquitaine, il est spécialiste de histoire politique et sociale du XXe siècle. Il s’attache principalement à l’étude du phénomène communiste et à une sociologie des réseaux de renseignements dans l'espace communiste ainsi que dans le Bloc de l'Ouest ; il est également spécialiste de l’activité des services spéciaux soviétiques pendant la Seconde Guerre mondiale et la Guerre Froide. Ses travaux portent autant sur la géopolitique de l'URSS que sur la prosopographie des réseaux militants communistes en France notamment sous l'Occupation. Il est l’un des fondateurs de la revue Communisme, en 1982, aux Presses universitaires de France.  Précurseur  dans ses recherches académiques a défini dans les années 1980 des modèles d'intelligence artificielle adapté à sa discipline. Il préconise une utilisation assertive des nouvelles technologies pour la recherche historique.  

## Biographie
Après avoir achevé, en 1983, sa thèse de doctorat dirigée par l’historienne Annie Kriegel et soutenue devant un jury présidé par René Rémond, il fait une première carrière professionnelle dans l’industrie informatique touchant à l’heuristique documentaire. Guillaume Bourgeois intègre en 1981 l’équipe du Dictionnaire biographique du mouvement ouvrier français de Jean Maitron. Il participe au projet prosopographique et à l’élaboration d’itinéraires de cadres communistes dissidents pour la période 1939-1940 notamment sur des cadres "intermédiaires" entre les occupants allemands et le PCF dans le cadre du pacte germano-soviétique. Il publie ainsi une vingtaine de biographies dont celles de Marcel Cachin et de Marcel Gitton. À partir de l’année suivante, il publie au moins un article par an[source secondaire souhaitée] dans la revue Communisme, autant sur les domaines français qu’internationaux permettant d'approfondir son travail prosopographique fondamental dans l'analyse des dissensions internes à la mouvance communiste mondiale lors de la Guerre Froide  [source insuffisante].
Guillaume Bourgeois enseigne à partir de 1996 dans l’académie de Montpellier. Formateur dédié à la préparation des concours de l’enseignement, il est par ailleurs chargé du développement du numérique l’IUFM de Poitou-Charentes. Il est professeur d'université au département d’histoire de l'U.F.R.-Faculté des Sciences humaines et Arts de l’Université de Poitiers à partir de 2000. Guillaume Bourgeois enseigne parallèlement l’histoire et la sociologie de la presse à l’Institut des techniques avancées de l’information et des médias et à l’École supérieure de journalisme de Paris ainsi qu’au sein de deux préparations aux concours des Instituts d'études politiques poitevines (Sciences humaines et Arts/Lettres et Langues)[réf. nécessaire]. Il a notamment donné des cours en Licence sur l'histoire des États-Unis. Ses cours dispensés aux L1 s'appuient sur les travaux d'André Kaspi. 

### Une attirance pour l'histoire du secret: quels jalons?
Depuis les années 2000, ses recherches se concentrent plus particulièrement sur l'étude des appareils politiques clandestins des partis communistes, des années 1920 à 1960. S’il considère qu’il n’existe pas une histoire secrète s'opposant à l’histoire officielle, il n’en demeure pas moins que l’acculturation planétaire du bolchevisme ne peut être appréhendée sans s’intéresser minutieusement à l'action en grande profondeur des organes relevant de l’État soviétique.
Guillaume Bourgeois s’intéresse par ailleurs à des sujets culturels, notamment à travers sa biographie politique du grand compositeur belge Philippe Boesmans ou bien à l’écrivain germano-américain et ancien cadre kominternien, Jan Valtin, dont le premier livre, Out of the night (publié en français sous le titre Sans patrie ni frontières) révéla une partie de l’histoire de l’Allemagne de l’entre-deux-guerres et notamment celle de l’alliance objective des totalitarismes pour miner et réduire à l’état de ruines la démocratie bourgeoise[source secondaire souhaitée].

### L'historien et l'Intelligence artificielle: quel bilan?
La Télémathèque, qu’il a fondée en 1984 avec l’ingénieur Jean-Michel Forestier, développe de nombreux produits qui seront primés, notamment par le Bureau de l’innovation pédagogique de la Direction des lycées et collèges. L’un d’entre eux fait dire à Daniel Garric, l’un des premiers gourous du numérique : « C'est la première fois que l'on peut étudier l'histoire de façon non linéaire, sous tous ses aspects... L'un des programmes les plus révolutionnaires de ces dernières années... Exceptionnel ! » Parallèlement, La Télémathèque conçoit des systèmes de pilotage multimédia dont celui du vidéodisque de la Bibliothèque nationale « Images de la Révolution française ».
Son logiciel, Chronos, se compose de deux couches superposées : une partie répond « intelligemment » à l’utilisateur et lui suggère des pistes de recherche supplémentaires avant d’accéder à une base de données pilotée par un système expert » ; outre les dictionnaires et la bibliographie, Chronos offre aux utilisateurs la possibilité d’ajouter leurs propres données.
Au plan théorique, Guillaume Bourgeois postule que les « ordinateurs ont besoin de culture générale » ; en une période où Internet n’existe pas encore, où les ordinateurs sont peu puissants, il faut dépasser leurs premières utilisations décevantes. 

## Publications

### Ouvrages
- 1983 : Graine Rouge, livre de souvenirs du député communiste et grand résistant Jules Fourrier (pseudo Gabriel Cardinal), Paris, La Brèche (175 p.)
- 1985 : Les communistes français dans leur premier demi-siècle, 1920-1970, nouvelle édition refondue et augmentée du livre d'Annie Kriegel, Seuil « l’Univers historique » (408 p.) [compte rendu en ligne]
- 2000 : Institutions et pratiques de la citoyenneté, livre du professeur en ECJS, classe de première, en collaboration avec Marie-Hélène Baylac, Paris, Bordas (160 p.)
- 2005 : Ouverture, société, pouvoir, de l'Édit de Nantes à la chute du communisme, avec Emmanuel Le Roy Ladurie, Paris, Fayard (307 p)
- 2006 : « Vichy, État occitan ? », n° spécial en codirection avec Emmanuel Le Roy Ladurie, dans Arkheia, no 14-16 (192 p)
- 2011 : Signes, couleurs et images de l’Europe, en coll. avec Hélène Yèche, préface de Jean Quatremer, Rennes, PU Rennes, « Des sociétés » (291 p)
- 2015 : La véritable histoire de l'Orchestre rouge, Paris, Nouveau monde éditions (581 p.)  (ISBN 978-2-36942-549-6) [compte rendu en ligne] Non disponible à la Fnac sauf réservation.